# Shiloh (Illinois)
Pour les articles homonymes, voir Shiloh (homonymie).
Shiloh est une ville de l'Illinois, dans le Comté de St. Clair aux États-Unis d'Amérique.